# Kategoria e Parë 1985-1986
La Kategoria e Parë 1985-1986 fu la 47ª edizione della massima serie del campionato albanese di calcio disputata tra il 7 settembre 1985 e il 18 maggio 1986 e conclusa con la vittoria della Dinamo Tirana, al suo quattordicesimo titolo.
Capocannoniere del torneo fu Kujtim Majaci (Apolonia) con 20 reti.

## Formula
Le squadre partecipanti al torneo furono 14 e disputarono un turno di andata e ritorno per un totale di 26 partite.
Le ultime due classificate retrocedettero in Kategoria e Dytë.
Le squadre qualificate alle coppe europee furono tre: la vincente del campionato fu ammessa alla Coppa dei Campioni 1986-1987, la vincente della coppa d'Albania alla Coppa delle Coppe 1986-1987 e un'ulteriore squadra alla Coppa UEFA 1986-1987.

## Squadre
| Squadra             | Città        | Stadio | Stagione 1984-1985 |
| ------------------- | ------------ | ------ | ------------------ |
| Labinoti            | Elbasan      |        | 11°                |
| 17 Nëntori          | Tirana       |        | Campione d'Albania |
| KF Partizani Tirana | Tirana       |        | 4°                 |
| Dinamo Tirana       | Tirana       |        | 2°                 |
| Flamurtari          | Valona       |        | 5°                 |
| Tomori              | Berat        |        | 6°                 |
| Vllaznia            | Scutari      |        | 3°                 |
| Besëlidhja          | Alessio      |        | 9°                 |
| Lokomotiva          | Durazzo      |        | 10°                |
| Luftëtari           | Argirocastro |        | 7°                 |
| Naftëtari           | Kuçovë       |        | 12°                |
| Traktori            | Lushnjë      |        | 8°                 |
| Shkëndija           | Tirana       |        | Kategoria e Dytë   |
| Apolonia            | Fier         |        | Kategoria e Dytë   |

## Classifica finale
|                    | Pos. | Squadra    | Pt | G  | V  | N  | P  | GF | GS | DR  |
| ------------------ | ---- | ---------- | -- | -- | -- | -- | -- | -- | -- | --- |
| Albania (bandiera) | 1.   | Dinamo     | 38 | 26 | 15 | 8  | 3  | 49 | 20 | +29 |
|                    | 2.   | Flamurtari | 38 | 26 | 15 | 8  | 3  | 42 | 20 | +22 |
|                    | 3.   | 17 Nëntori | 37 | 26 | 16 | 5  | 5  | 57 | 29 | +28 |
|                    | 4.   | Partizani  | 31 | 26 | 11 | 9  | 6  | 34 | 28 | +6  |
|                    | 5.   | Lokomotiva | 30 | 26 | 9  | 12 | 5  | 31 | 22 | +9  |
|                    | 6.   | Vllaznia   | 29 | 26 | 11 | 7  | 8  | 42 | 29 | +13 |
|                    | 7.   | Apolonia   | 26 | 26 | 9  | 8  | 9  | 35 | 40 | -5  |
|                    | 8.   | Luftëtari  | 22 | 26 | 7  | 8  | 11 | 22 | 34 | -8  |
|                    | 9.   | Traktori   | 22 | 26 | 7  | 8  | 11 | 24 | 43 | -19 |
|                    | 10.  | Tomori     | 21 | 26 | 8  | 5  | 13 | 31 | 37 | -6  |
|                    | 11.  | Labinoti   | 21 | 26 | 8  | 5  | 13 | 26 | 36 | -10 |
|                    | 12.  | Naftëtari  | 20 | 26 | 7  | 6  | 13 | 32 | 46 | -14 |
|                    | 13.  | Besëlidhja | 18 | 26 | 4  | 10 | 12 | 17 | 27 | -10 |
|                    | 14.  | Shkëndija  | 11 | 26 | 2  | 7  | 17 | 17 | 48 | -31 |

Legenda:

      Campione d'Albania
      Ammesso alla Coppa delle Coppe
      Ammesso alla Coppa UEFA
      Retrocesso in Kategoria e Dytë
Note:

Due punti a vittoria, uno a pareggio, zero a sconfitta.
Dinamo campione per differenza reti.

## Verdetti
- Campione: Dinamo Tirana
- Qualificata alla Coppa dei Campioni: Dinamo Tirana
- Qualificata alla Coppa delle Coppe: 17 Nëntori
- Qualificata alla Coppa UEFA: Flamurtari
- Retrocessa in Kategoria e Dytë: Besëlidhja, Shkëndija